# 暗越奈良街道
暗越奈良街道（くらがりごえならかいどう）は、大坂（難波）から生駒山地の暗峠を越えて奈良（平城京）に至る街道であり、奈良街道、伊勢参宮街道の一つである。奈良側の呼び名は暗越大坂街道である。
奈良市三条町から生駒市西畑暗峠までの約13.3キロメートル区間が、1986年（昭和61年）8月10日の道の日に、旧建設省と「道の日」実行委員会により制定された、「日本の道100選」の一つに選定されている。また、奈良県区間の大部分と大阪府区間の一部が現在の国道308号と重複する。

## 概要

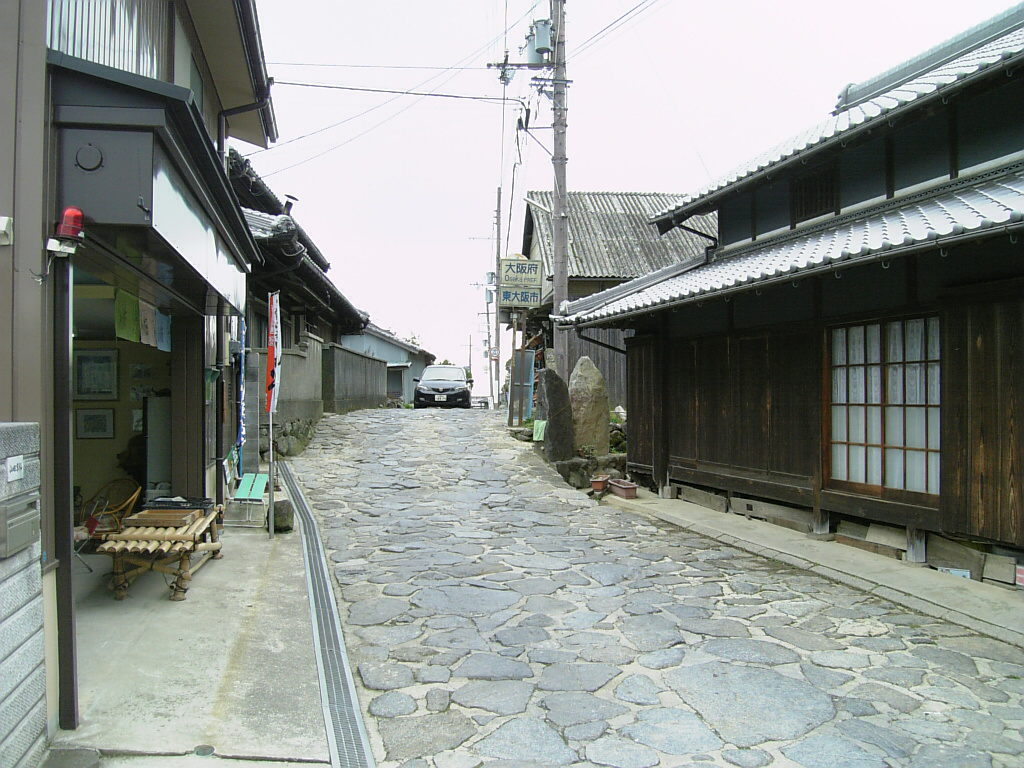
暗峠（大阪府・奈良県境）

難波から東進、箱殿で東高野街道と交差し、生駒山中を上り標高455メートルの暗峠を越えて大和国へと入り、生駒谷と榁木峠を経て道はやがて奈良へ至る。
大坂側の起点は古来玉造または中道村の二軒茶屋だったが、1876年（明治9年）の里程元標設置時に高麗橋東詰へと移された。
二軒茶屋・奈良間の距離は8里8町であった。
街道の中間付近にあたる暗峠から生駒谷への道は急斜面の坂道である。奈良側の終点は現在の奈良市三条町にあたる三条口で三条通りへと接続した。江戸時代に脇往還として整備され、往来も盛んで沿道は郡山藩の本陣や旅籠、茶店が建ち並んでいた。1890年（明治23年）湊町駅・奈良駅間に大阪鉄道（現在の大和路線）が開通後は賑わいも寂れた。
- 区間：大阪府大阪市中央区高麗橋 - 玉造 - 東成区今里 - 深江 - 東大阪市御厨  - 菱江 - 松原宿 - 箱殿 -（暗峠）- 奈良県生駒市小瀬 -（榁木峠）- 奈良市尼ヶ辻 - 三条町

## 歴史

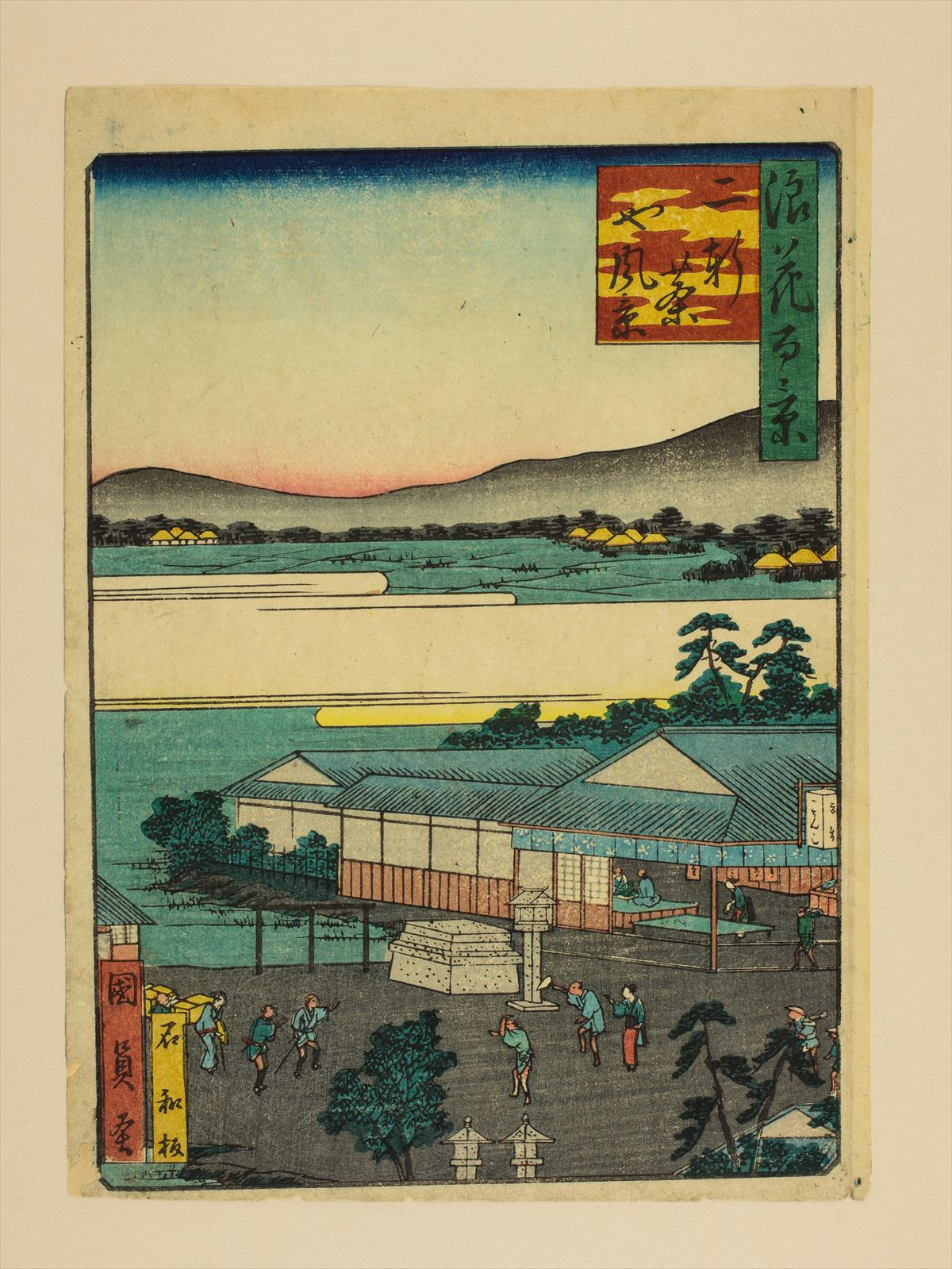
現在の玉造駅の東側にあった二軒茶屋、大阪方奈良へ向かう出口に当たった。浪花百景より

奈良時代に難波と平城京を最短距離で結ぶ道として設置された。この時代は、防人や唐・朝鮮の外国使節もこの道を通って平城京と行き来した。『五畿内志』では南都道と表記されている。
江戸時代には大名の参勤路にもなっており、大和郡山藩の本陣が暗峠の村におかれた他、江戸時代後期には庶民の伊勢参宮道としても利用された。
近世までの起点は玉造で、安堂寺橋通に直結していた。明治時代に道路元標の置かれた高麗橋東詰に起点が変更された。
玉造の東隣に位置する東成郡中道村（現・東成区中道）の村名は暗越奈良街道に由来すると言われている。
大正時代に大阪 - 奈良間に鉄道を敷設する際のルート案のひとつとして、この街道を沿う形でケーブルカーを設置する案があった。採用されたのは、峠の少し北側の生駒山腹に長大トンネルを掘るという案で、現在の生駒トンネルとなった。
現在は国道308号および大阪府道・奈良県道702号大阪枚岡奈良線がこの街道をほぼそのまま踏襲している。

## 沿線
- 高麗橋
- 玉造稲荷神社

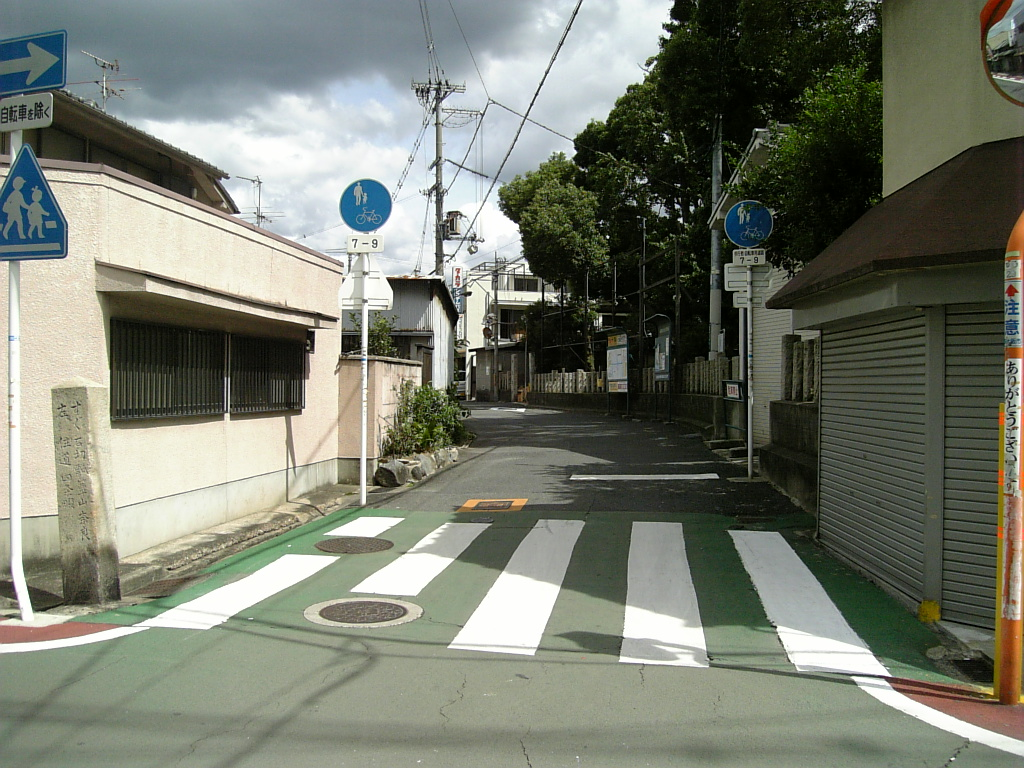
「河内街道」と「暗越奈良街道」の交点（東大阪市菱屋東）。 左右方向が「河内街道」。
左に写っている石標に「すぐ（まっすぐ）石切 瓢箪山 奈良、左 住道 四條畷」と確認できる。

- 深江稲荷神社（笠縫村：旅行く人の為の菅笠が名産であった）
- 枚岡公園
- 枚岡神社
- 暗峠
- 小瀬保健福祉ゾーン（足湯と温泉スタンドがある）
- 榁木峠
- 子供の森（奈良県立矢田自然公園）
- 村井家住宅
- 道の駅クロスウェイなかまち
- 追分梅林
- 平城京跡（朱雀門・朱雀大路）
- 垂仁天皇陵

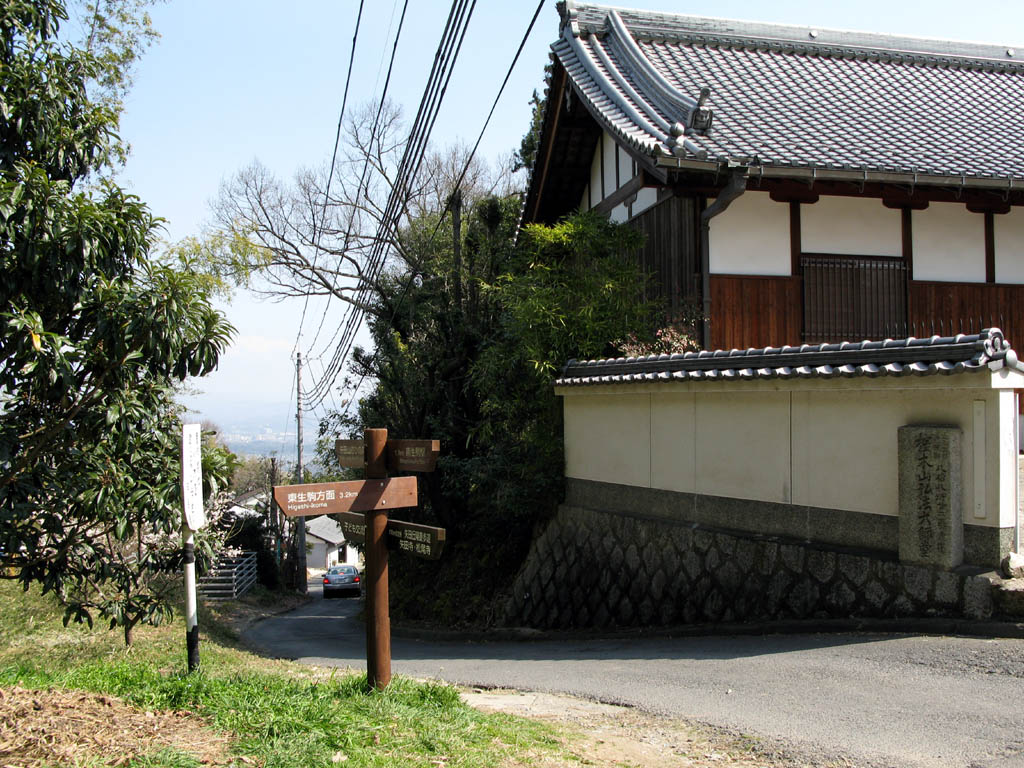
榁木峠（大和郡山市）
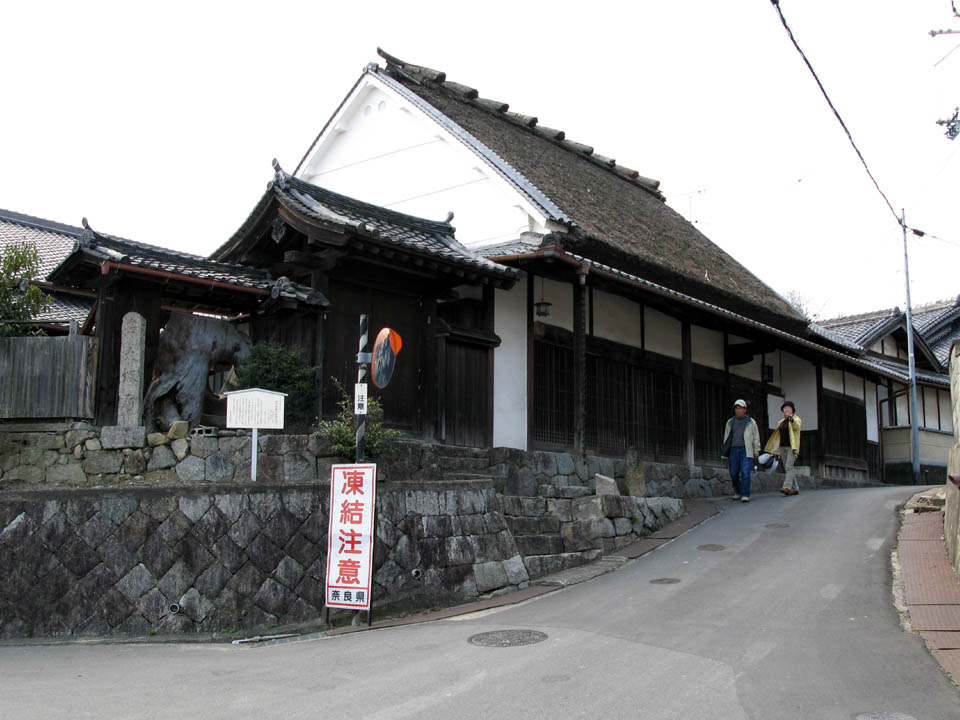
追分本陣村井家住宅（奈良市）
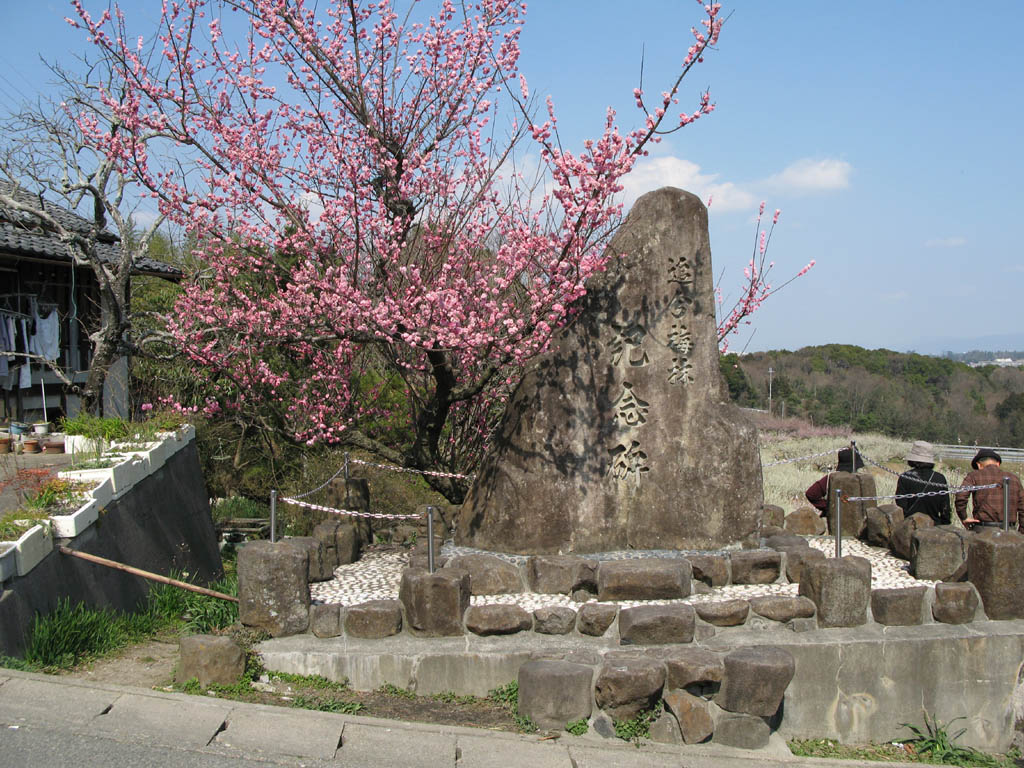
追分梅林記念碑（梅林は付近一帯に広がっている）

## 交通アクセス
- Osaka Metro千日前線・今里筋線 今里駅から徒歩。
- 近鉄奈良線 枚岡駅から徒歩。
- 近鉄生駒線 南生駒駅から徒歩。
- 近鉄橿原線 尼ヶ辻駅から奈良交通バスまたは徒歩。

## 関連文献
- 石上敏「暗越奈良街道と芭蕉 ―東大阪市における文化の論として、松原宿を中心に―」『大阪商業大学アミューズメント産業研究所紀要』第22号、2020年7月31日。